# Natalus tumidirostris
Natalus tumidirostris là một loài động vật có vú trong họ Natalidae, bộ Dơi. Loài này được Miller mô tả năm 1900.